# Roar (sang)
"Roar" er en single fra den amerikanske sangerinde Katy Perry. Det er første single fra hendes fjerde studiealbum Prism Sangen er skrevet af Perry, Lukasz "Dr. Luke" Gottwald, Max Martin, Bonnie McKee, og Henry "Cirkut" Walter. "Roar" er en midttempo powerpop-sang der indeholder elementer fra folk rock, stadionrock og glamrock. Lyrisk er sangen en "selvsikker sang", i hvilken Perry forsvarer sig selv, efter at have fundet den kraft i sig selv. "Roar" har modtaget positive anmeldelser fra musikanmelderne, hvor nogle sammenlignede den med hendes single fra 2010, "Firework". Sangen fik sin radiodebut den 10. august 2013 og blev udgivet som digital download på iTunes Store to dage senere. En tekstvideo blev udgivet samme dag. Efter sangen var udgivet online, sammenlignede mange anmeldere den med Sara Bareilles' single "Brave" fra 2013.

## Hitlister
| Hitliste (2013)                   | Højeste placering |
| --------------------------------- | ----------------- |
| Australien (ARIA)                 | 1                 |
| Belgien (Ultratip Flanderen)      | 5                 |
| Belgien (Ultratip Wallonien)      | 6                 |
| Tjekkiet (Rádio Top 100)          | 2                 |
| Frankrig (Singles Chart)          | 8                 |
| Tyskland (Official German Charts) | 2                 |
| Holland (Single Top 100)          | 2                 |
| New Zealand (Recorded Music NZ)   | 1                 |
| Slovakiet (Rádio Top 100)         | 59                |
| Switzerland (Swiss Hitparade)     | 3                 |
| US Billboard Hot 100              | 10                |
| US Adult Pop Songs (Billboard)    | 20                |

## Udgivelseshistorik
| Land        | Dato            | Format           | Selskab               |
| ----------- | --------------- | ---------------- | --------------------- |
| USA         | 10. august 2013 | Airplay          | Capitol Records       |
| Tyskland    | 12. august 2013 | Digital download | Universal Music Group |
| USA         | 12. august 2013 | Digital download | Capitol Records       |
| Verdensplan | 12. august 2013 | Digital download | EMI Music             |